# قضايا الاعتداء الجنسي في الكنيسة الكاثوليكية في تشيلي
لقد اجتذبت الاعتداءات الجنسية التي ارتكبها رجال الدين في الكنيسة الكاثوليكية على القُصَّر في تشيلي وفشل مسؤولي الكنيسة في الاستجابة وتحمل المسؤولية انتباه العالم بأسره باعتبارها فشلاً ذريعاً من جانب البابا فرنسيس والكنيسة ككل في معالجة الاعتداءات الجنسية التي ارتكبها الكهنة على القُصَّر. ومن بين عدد من الحالات، أثارت قضية الأب فرناندو كاراديما، التي أصبحت علنية في عام 2010، تساؤلات حول مسؤولية وتواطؤ العديد من الأساقفة التشيليين، بما في ذلك بعض من أعلى الأساقفة الكاثوليك رتبة في البلاد.
اتُهم كاراديما منذ عام 1984 بالاعتداء الجنسي على قاصرين. ولم يتم التعامل مع تقارير الاعتداء، وتم تجاهل تحقيق مبكر وجد أن الاتهامات الموجهة إلى كاراديما ذات مصداقية. وعندما وجد الفاتيكان كاراديما مذنبًا بالاعتداء الجنسي على قاصرين والاعتداء النفسي في فبراير 2011، حرمه من الحق في العمل كاهنًا لبقية حياته. أصبح العديد من الكهنة الذين أرشدهم أساقفة بحلول ذلك الوقت. في عام 2015، عين البابا فرانسيس أحدهم، خوان باروس مدريد، لرئاسة أبرشية أوسورنو، مما أثار الاحتجاجات، وخاصة من المجتمع الكاثوليكي المحلي. وقد أثار هذا التعيين جدلا واسع النطاق في تشيلي، وأثار دفاع البابا فرانسيس عن باروس في يناير/كانون الثاني 2018 احتجاجات شديدة من جانب ضحايا الاعتداء الجنسي ومناصريهم، بما في ذلك الكاردينال شون أومالي، رئيس اللجنة البابوية لحماية القُصَّر، حتى أن فرانسيس أمر بإعادة النظر في قضايا الاعتداء الجنسي في تشيلي من قِبَل كبير خبراء الفاتيكان في الاعتداء الجنسي على القُصَّر، رئيس الأساقفة تشارلز جيه. سكيلون. وبعد اقتناعه بالتقرير الصادر عن ذلك التحقيق في الفشل الواسع النطاق لهرم الكنيسة في الاعتراف بأزمة الاعتداء الجنسي والاستجابة لها، دعا فرانسيس جميع أساقفة تشيلي إلى روما للتشاور، وهناك قدم جميع الأساقفة النشطين في البلاد استقالاتهم.
في 11 يوليو 2019، تم رفع قانون التقادم بشأن الإبلاغ عن الاعتداء الجنسي على الأطفال وسط أزمة الاعتداء الجنسي المستمرة في الكنيسة الكاثوليكية التشيلية. في 30 أغسطس 2019، صرحت إينيس سان مارتين من كروكس أن الكنيسة الكاثوليكية في تشيلي «تضررت بشدة من أزمة الاعتداءات من قبل رجال الدين خارج العالم الناطق باللغة الإنجليزية».

## كاراديما

### الخلفية
كان الأب فرناندو كاراديما (6 أغسطس 1930 – 26 يوليو 2021) زعيمًا روحيًا وشخصية أب للشباب من النخبة الاجتماعية في سانتياغو. كان مقره في «باروكيا إل بوسكي»، التي تخدم بعض أغنى العائلات وأكثرها نفوذاً في سانتياغو. امتدت علاقاته إلى المسؤولين في الحكومة العسكرية للجنرال أوغستو بينوشيه وإلى السفير البابوي في تشيلي، أنجيلو سودانو، الذي أصبح كاردينالًا ووزير خارجية الفاتيكان في عام 1991. كان كاراديما زعيمًا ديناميكيًا، وُصف بأنه «يرتدي ملابس لا تشوبها شائبة وأظافر مشذبة تمامًا وشعر ممشط للخلف»، وكان «شخصية أرستقراطية، تجذب الشباب والكبار في النخبة في تشيلي».
في عام 1984، أبلغت مجموعة من أبناء الرعية خوان فرانسيسكو فريسنو، رئيس أساقفة سانتياغو دي تشيلي، عن «سلوك غير لائق» من جانب كاراديما. أخبر أحدهم المحكمة لاحقًا أنه علم أن رسالتهم «تم تمزيقها وإلقائها بعيدًا». كان سكرتير فريسنو في ذلك الوقت أحد تلاميذ كاراديما، خوان باروس.
في منتصف عام 2003، أبلغ شاب كاثوليكي يدعى خوسيه موريلو الكاردينال فرانسيسكو خافيير إيرازوريز أوسا، رئيس أساقفة سانتياغو دي تشيلي، في رسالة أنه تعرض للإساءة من قبل كاراديما. وكان مؤتمر الأساقفة في تشيلي قد وضع مبادئ توجيهية للتعامل مع اتهامات الاعتداء الجنسي من قبل رجال الدين قبل أشهر، ودعت المبادئ التوجيهية إلى إجراء تحقيق إذا أظهر المتهم «حسن النية» ولم تتطلب تقييم الاتهام نفسه. أخبر إيرازوريز موريلو أنه يصلي من أجله وفي يونيو 2004 فتح أول تحقيق في كاراديما. وبعد عامين، أخبر المحقق إيرازوريز أنه وجد المتهمين جديرين بالثقة واقترحوا مسارات عمل معينة. رفض إيرازوريز التقرير. وقد أوضح بعد سنوات في مقابلة مع مجلة كي باسا [الإنجليزية] أنه اعتمد عن طريق الخطأ على تقييم شخص آخر: «لقد ارتكبت خطأً: لقد سألت وبالغت في تقدير رأي شخص قريب جدًا من المتهم والمتهم. وبينما اعتقد مروج العدالة أن الاتهام كان معقولاً، أكد هذا الشخص الآخر العكس تمامًا».

### التحقيقات العامة
في إبريل/نيسان 2010، تقدمت ضحايا الاعتداء الجنسي على يد أربعة رجال كانوا في السابق من أتباع كاراديما المخلصين بشكوى جنائية. وقد عينت النيابة العامة زافيير أرمينداريز مدعياً خاصاً ووعد بإجراء تحقيق محايد.
وشهد القس هانز كاست بأنه شهد على اعتداءات جنسية كما فعل القس أندريس فيرادا «ولكن لم يفعل أحد أي شيء حيال ذلك». واستقال القس فرانسيسكو ووكر، رئيس المحكمة الكنسية، من المحكمة بعد اعترافه بأنه سرب المعلومات الشخصية للمدعين إلى الأسقف أرتيجا والأب موراليس.
وبعد سبعة أشهر من إجراء التحقيق، رفضت المحكمة الدعوى، وحكمت بعدم وجود أدلة كافية لتوجيه الاتهام إلى كاراديما. وقال أحد المدعين: «كنا نود الاستئناف، ولكن مع وجود محامي دفاع مثل هذا، الذين يستغلون محكمة الاستئناف والمحكمة العليا أموالهم، وعدد من الأشخاص الأقوياء الذين يواصلون حماية كاراديما، كنا نعلم أن هذه معركة شاقة ومن المرجح أن نخسرها».
ردًا على الاتهامات العلنية، أجرى مسؤولو الكنيسة التشيلية تحقيقاتهم الخاصة وفي يونيو 2010 قدموا تقريرًا مكونًا من 700 صفحة إلى مجمع عقيدة الإيمان. وبينما كان هذا التقرير قيد النظر، قبل البابا بندكت السادس عشر استقالة إيرازوريز وعين ريكاردو إزاتي أندريلو خلفًا له كرئيس أساقفة سانتياغو دي تشيلي. في 16 يناير 2011، وجدت مجمع عقيدة الإيمان أن كاراديما مذنب بإساءة معاملة القاصرين وحكمت عليه بحياة «الصلاة والتوبة»، والتي وصفها الفاتيكان بأنها «حظر مدى الحياة من ممارسة أي عمل وزاري علنًا، وخاصة الاعتراف والتوجيه الروحي لأي فئة من الأشخاص». وشمل تقاعده القسري الانتقال إلى مكان لن يكون له فيه اتصال بأبناء الرعية السابقين أو أي شخص كان يرشده. في 18 فبراير، أعلن رئيس الأساقفة إزاتي القرار علنًا. واصل كاراديما الإصرار على براءته. أعلن عزتي في الثاني والعشرين من يونيو أن مجمع الأساقفة رفض استئناف كاراديما وأكد حكمه الأصلي. وقال عزتي «لا مكان في الكهنوت لأولئك الذين يسيئون معاملة القُصَّر وهذا يؤكد رؤية الكنيسة في هذه القضية». واعترف كاراديما بالحكم بتوقيعه، لكنه قال إن «قناعات عزتي الداخلية شخصية». في ذلك الوقت كان كاراديما يعيش في بروفيدنسيا في دير ديني.
أعرب أحد أرفع الأساقفة رتبة في تشيلي، الكاردينال المتقاعد منذ فترة طويلة خورخي ميدينا، عن شكوكه في إمكانية إدانة كاراديما بشكل صحيح بتهمة «الاعتداء الجنسي» لأن «شابًا يبلغ من العمر 17 عامًا يعرف ما يفعله». ودافع عن العقوبات الكنسية المفروضة على كاراديما، نظرًا لسنه ومزاياه. وصف أحد متهمي كاراديما ملاحظة الكاردينال حول المراهقين في سن 17 عامًا بأنها «هجوم غير مبرر». وقال آخر إنه يعتبر تصريحات ميدينا «مشبوهة للغاية، وكأنه يريد التقليل من أهمية هذه الأفعال الخطيرة، وتقليص القضية إلى المثلية الجنسية بطريقة سخيفة للغاية، وكأن المثلية الجنسية والإساءة مترادفتان». وقال إن التصريحات «كانت محاولة لإعفاء شخص استغل منصبه في السلطة على أشخاص أكثر ضعفًا من المسؤولية».

## أساقفة الكرادمة
كان لكراديما تأثير كبير في التكوين الروحي والمسيرة المهنية لنحو خمسين كاهنًا والعديد من الأساقفة. وكان الأساقفة الذين اتُهموا بالتواطؤ مع كراديما، ومناصبهم عندما أصبحت الاتهامات الموجهة إلى كراديما علنية، هم:
- الأسقف المساعد لسانتياغو دي تشيلي ونائب رئيس الجامعة الكاثوليكية في تشيلي؛
- أندريس أرتيجا [الإسبانية] (إسبانيا)، الأسقف المساعد لسانتياغو دي تشيلي ونائب مستشار الجامعة البابوية الكاثوليكية في تشيلي؛[ب]
- خوان باروس مدريد، الأسقف العسكري لتشيلي؛[ج]
- توميسلاف كولجاتيك مارويفيتش [الإسبانية]، أسقف ليناريس، تشيلي؛[د]
- هوراسيو فالينزويلا، أسقف تالكا، تشيلي.[ه][و]

في مارس 2011، بعد أسابيع قليلة من إعلان الفاتيكان عن إدانة كاراديما، تنحى أرتيجا عن منصبه في الجامعة الكاثوليكية. كان اتحاد طلاب الجامعة قد حث على إقالته. قبل عام من ذلك، أعرب عن دعمه الكامل لكراديما. لقد أعرب على مضض عن دعمه لإجراء الفاتيكان ضد كاراديما، مشيرًا في بيانه إلى «المتضررين» بدلاً من «الضحايا». اتهم خوسيه أندريس موريلو أرتيجا نفسه بتجاهل شكواه والتوصية بزيارة طبيب نفسي، «أن الأمر كله كان سوء فهم من جانبي، وأنني يجب ألا أستمر في قول هذه الأشياء عن كاراديما، لديهم محامون جيدون جدًا». يظل أرتيجا أسقفًا مساعدًا في سانتياغو دي تشيلي، على الرغم من أنه بحلول مايو 2018 لم يعد يلعب دورًا عامًا بسبب مشاكل صحية.
في عام 2018، قبل البابا فرانسيس استقالات باروس وفالينزويلا. ومع ذلك، وردت تقارير خلال العام نفسه تفيد بأن إيرازوريز كان زعيم التستر على إساءة كاراديما. ومن بين الأساقفة الأربعة الذين اتُهموا بالتواطؤ عندما بدأت الاتهامات، تم تسمية أرتيجا فقط كشاهد في شكوى تم رفعها ضد إيرازوريز أيضًا.

## الجدل المستمر
في عامي 2013 و2014، نسق إزاتي وخليفته إيرازوريز جهودهما لمنع تعيين خوان كارلوس كروز، أحد ضحايا كاراديما ومتهميها، في اللجنة البابوية لحماية القُصَّر. وعندما تم الكشف عن مراسلاتهم في سبتمبر 2015، دعا المدافعون عن ضحايا الاعتداء إلى استقالة إزاتي أو إقالته. وورد أن كروز، إلى جانب جيسي هاميلتون وخوسيه أندريس موريلو، رفع دعوى قضائية أجبرت مكتب رئيس أساقفة سانتياغو على دفع 450 مليون بيزو (650 ألف دولار أمريكي) كتعويضات للرجال الثلاثة. وفي وقت لاحق، أنكرت محكمة الاستئناف صدور الحكم وأن الدعوى لا تزال جارية؛ لكنها حكمت لصالح المدعين في 27 مارس 2019، وأمرت أبرشية سانتياغو بدفع 100 مليون بيزو (حوالي 147000 دولار أمريكي) لهم.
في 28 مارس 2019، أُعلن أن إيرازوريز قد تم تسميته كمتهم في تحقيق جارٍ وقد أدلى بشهادته أمام المدعين العامين. في 20 أبريل 2019، شهد مرة أخرى. خلال هذه الشهادة، أمضى إيرازوريز 12 ساعة في الإجابة على أسئلة المدعي العام الرئيسي لجرائم الاعتداء الجنسي خورخي إسكوبار، لكنه ظل صامتًا في بعض الأحيان وكان يرد غالبًا «لا أتذكر». كما زعم أن التحرش بالأطفال يبدأ كـ«تقدم»، يليه «تشوه نفسي» ثم جريمة في النهاية.

### أدلة على التستر على الاعتداء الجنسي
في عام 2018، كشفت رسالة إلكترونية كتبها إيرازوريز عام 2009 إلى السفير البابوي آنذاك في تشيلي رئيس أساقفة جوزيبي بينتو، والتي تم نشرها أثناء الدعوى القضائية، عن دور إيرازوريز في التستر على مزاعم متزايدة بالاعتداء الجنسي ضد كاراديما. كتب إيرازوريز: «إن عرض الادعاءات على مروج العدالة يهدئ عادة عدوانية المتهمين. فيما يتعلق بالف. كاراديما، لم أطلب من المروج استجوابه؛ لقد طلبت فقط من المونسنيور أندريس أرتيجا رأيه. لقد اعتبر كل شيء غير معقول على الإطلاق. نظرًا لأن الأمر يتعلق بوقائع سقطت بالتقادم [بموجب قانون التقادم]، فقد أغلقت التحقيق. هكذا اخترت حمايتهم، مدركًا أن الطريقة التي تصرفت بها، إذا أحضر المتهمون القضية إلى وسائل الإعلام في وقت ما، ستنقلب ضدي». في 25 أكتوبر 2018، رفع كروز وموريلو وهاملتون شكوى، سمت فيها إيرازوريز باعتباره زعيم التستر على الاعتداء الجنسي الذي ارتكبه كاراديما. كما سمت الشكوى أيضًا إزاتي وبينتو وأرتيجا ووزير محكمة الاستئناف التشيلي خوان مانويل مونوز كشهود. ومع ذلك، تم أيضًا فتح تحقيق في التستر على الاعتداء الجنسي ضد دييغو أوسا، الذي كان أحد الكهنة الشخصيين الأربعين لكراديما.

## تعيين باروس في أوسورنو
بعد حل القضية ضد كاراديما، بقي باروس وكولاجاتيك وفالينزويلا في مناصبهم، على الرغم من الاحتجاجات التي أثيرت ضدهم وتم الاعتراف بهم على نطاق واسع كشخصيات مثيرة للجدل.[بحاجة لمصدر] عندما عيّن البابا فرانسيس باروس أسقفًا لأوسورنو، تشيلي، وهي أبرشية صغيرة تضم 23 رعية، في 10 يناير 2015، حاول رئيس الأساقفة عزاتي، الذي أصبح الآن كاردينالًا، أن يسحب فرانسيس التعيين. بعد أن شكك العديد من الأساقفة التشيليين في التعيين، كتب فرانسيس بشكل خاص إلى قيادة مؤتمر الأساقفة في تشيلي موضحًا أنه يفهم أن التعيين سيكون مثيرًا للجدل ولكن خطة للسماح للأساقفة المرتبطين بكراديما بأخذ عام إجازة لتسهيل إعادة تعيينهم قد فشلت. لم تنجح الاحتجاجات المحلية ووقفات الاحتجاج بالشموع والعريضة الموجهة إلى السفير البابوي من قبل 30 قسًا وشمامسة من الأبرشية في منع تعيين باروس، كما فشلت رسالة وقع عليها 51 عضوًا في الكونجرس الوطني. أصدر الفاتيكان بيانًا نادرًا من جملة واحدة للدفاع عن تعيين بارو في 31 مارس. اقتحم المتظاهرون الكاتدرائية لتعطيل تنصيب باروس هناك في مارس. من المعتاد أن يحضر الأساقفة مراسم التنصيب؛ معظم أساقفة تشيلي لم يحضروا. وفقًا لفرانسيس، عرض باروس لاحقًا الاستقالة في مناسبتين. استمر أبناء الرعية في الاحتجاج على تعيين باروس من خلال حجب التبرعات أو مغادرة الكنيسة التي ظهر فيها. وجدت مجموعات علمانية أخرى نفسها متحمسة لمحاربة ما أسماه أحدهم «إعادة ضحيتهم» والحملات من أجل سماع أصواتهم في اختيار أسقفهم.

## تدخل البابا فرنسيس
أثناء زيارته لتشيلي في الفترة من 15 إلى 18 يناير 2018، اعتذر البابا فرانسيس عن «الضرر الذي لا يمكن إصلاحه» الناجم عن إساءة معاملة الكهنة للقاصرين. رفض ضحايا الاعتداء اعتذاره وكرروا مزاعمهم بأن الأساقفة الذين قاموا بحماية المعتدين ما زالوا يشغلون مناصب في التسلسل الهرمي للكنيسة في تشيلي. اعترضوا بشكل خاص على سماح فرانسيس لأحد هؤلاء الأساقفة، خوان باروس، بالاحتفال بالقداس معه. في 19 يناير، دافع فرانسيس عن باروس قائلاً: «في اليوم الذي يقدم لي فيه شخص ما دليلاً ضد الأسقف باروس، فسأتحدث. لكن لا يوجد دليل واحد. كل هذا افتراء. هل هذا واضح؟» أيد بعض الأساقفة التشيليين البابا واتفقوا على أن الكنيسة يجب أن تركز على ضحايا الاعتداء، بينما قال بينيتو باراندا، وهو ناشط اجتماعي بارز نسق زيارة البابا إلى تشيلي، إنه يجب إزالة باروس وأن لغة البابا «تعيد إشعال الشعور بعدم التصديق، أو أنهم يبالغون أو مخادعون. إنه مثل عندما يقول الأطفال إنهم يعانون من الإساءة ولكن لا أحد يصدقهم لأنهم أطفال». في اليوم التالي، بينما أشاد الكاردينال شون أومالي بفرانسيس لدعمه العديد من الجهود للحد من الاعتداء الجنسي ومعاقبته من جانب رجال الدين، انتقد تعليقات البابا: «من المفهوم أن تصريحات البابا فرانسيس أمس في سانتياغو، تشيلي، كانت مصدر ألم كبير لناجيات الاعتداء الجنسي من قبل رجال الدين أو أي مرتكب آخر. الكلمات التي تنقل الرسالة «إذا لم تتمكن من إثبات ادعاءاتك فلن يصدقك أحد» تتخلى عن أولئك الذين عانوا من انتهاكات جنائية مذمومة لكرامتهم الإنسانية وتحيل الناجين إلى المنفى المشوه».
خلال رحلة جوية من سانتياغو دي تشيلي إلى روما في 22 يناير 2018، تحدث البابا فرانسيس مطولاً عن قضية كاراديما والتهم الموجهة إلى باروس. وقال إنه يفهم ويقدر بيان أومالي، لكنه كرر تأكيده على أنه لم ير دليلاً. وقال: «لم يتقدم أحد، ولم يقدموا أي دليل للحكم». وقال: «أي شخص يتهم دون دليل، بإلحاح، هذا افتراء». وقال إنه يعتقد أن الاستجابات السلبية لتصريحاته في تشيلي تنبع من طلبه «دليلاً»، وهو ما أدرك أنه مستحيل، عندما كان ينبغي له أن يقول «دليل». قال إن «قضية باروس تم فحصها وإعادة فحصها، ولكن لا يوجد دليل. هذا ما أردت قوله. ليس لدي الدليل اللازم للإدانة. وإذا أدنت دون دليل ودون يقين أخلاقي، فسأرتكب بنفسي جريمة سوء السلوك القضائي». أفاد العديد من أعضاء اللجنة البابوية لحماية القاصرين لاحقًا أنهم قدموا لأومالي رسالة من 8 صفحات من خوان كارلوس كروز، أحد متهمي باروس، وأن أومالي أكد لهم لاحقًا أنه أعطاها لفرانسيس.
في الثلاثين من يناير، ردًا على استمرار الاحتجاج العام، أعلن الفاتيكان أن فرانسيس كلف تشارلز جيه. سكيلون، رئيس أساقفة مالطا، بالتحقيق في قضية باروس من جديد. كان سكيلون المحقق الرائد للفاتيكان في عدد من قضايا الاعتداء الجنسي البارزة، بما في ذلك قضية مارسيال ماسيل. كما يشغل منصبًا في الكوريا الرومانية يمنحه مسؤولية الاستئناف النهائي في قضايا الاعتداء الجنسي من قبل رجال الدين.
أجرى شيكلونا، بمساعدة جوردي بيرتوميو من مجمع العقيدة والإيمان، مقابلات مع ضحايا الاعتداء الجنسي وشهود آخرين في مدينة نيويورك في 17 فبراير ثم في تشيلي. كما تلقى وثائق ونتائج تحقيقات حكومية سابقة، والتقى بوفد من أوسورنو الذي عارض استمرار باروس في منصبه كأسقف لهم. كما أجرى مقابلات مع ضحايا في قضايا لا علاقة لها بباروس. وأكمل تحقيقه في 28 فبراير.
في 8 أبريل، أرسل فرانسيس رسالة يدعو فيها أساقفة تشيلي للقاء به في روما للنظر في تقرير سكيلون ومساعدته في «تمييز التدابير التي يجب اتخاذها على المدى القصير والمتوسط والطويل من أجل استعادة الشركة الكنسية في تشيلي، من أجل معالجة الفضيحة إلى أقصى حد ممكن، وإعادة إرساء العدالة». وكتب: «لقد ارتكبت أخطاء جسيمة في التقييم وإدراكي للوضع، وخاصة بسبب الافتقار إلى المعلومات الصادقة والمتوازنة». وقال «أطلب الآن المغفرة من كل أولئك الذين أسأت إليهم» وأنه يخطط في الأسابيع المقبلة للاعتذار شخصيًا لبعض من قابلهم سكيلون. عقد فرانسيس اجتماعات خاصة مع ثلاثة من الشهود الرئيسيين ضد كاراديما وباروس في الفاتيكان يومي 28 و29 أبريل.
وبعد اعتذار البابا وتأييده للاتهامات الموجهة إلى الأساقفة المحميين لكراديما، تبنى اثنان منهم، ممن دافعوا عن كاراديما في عام 2010 عندما أصبحت التهم الموجهة إليه معروفة للعامة، لهجة متشددة. وقال فالينزويلا إن الاستقالات ليست حلاً، لكنه أضاف: «كلنا لدينا نقاط ضعف، وكلنا نخطئ، وكلنا نتصرف بشكل سيئ إلى حد ما، ولم نكن منتبهين عندما كانت تحدث أشياء سيئة، وكنا نفتقر إلى الوضوح لكي نكون قريبين من أولئك الذين عانوا، وكل هذا». وقال كولجايتش: «ربما لم أكن واضحًا بما يكفي لفهم ما كان يحدث [في إل بوسكي] وإذا كان الأمر كذلك، فمن الواضح أنني يجب أن أتحمل هذه المسؤولية».
التقى البابا فرنسيس عدة مرات مع 34 أسقفًا من شيلي، وجميع رؤساء الأبرشيات النشطين بالإضافة إلى 5 من 6 مساعدين وبعض الأساقفة المتقاعدين، في الفترة من 15 إلى 17 مايو 2018، برفقة رئيس مجمع الأساقفة مارك أويليه، وانضم إليهم في اليوم الأخير شيكلونا وبيرتوميو. استقبلهم البابا فرنسيس بتشخيص من 10 صفحات للوضع الذي اتخذ نظرة واسعة للمشكلة التي تواجهها الكنيسة في شيلي، «الاعتداء الجنسي على القُصَّر، وإساءة استخدام السلطة، وإساءة استخدام الضمير». حدد الأساقفة بـ«علم نفس النخبة» الذي «ينتهي بتوليد ديناميكيات الانقسام والانفصال والدوائر المغلقة التي تؤدي إلى روحانية نرجسية واستبدادية» وحذر من أن «المسيحانية والنخبوية ورجال الدين كلها أعراض لهذا الانحراف في طريقة وجود الكنيسة». قال إن بعض التغييرات في الموظفين كانت مطلوبة وكان لابد من معالجة حالات محددة—واستشهد بحالات ترهيب الشهود، وتدمير الوثائق، ونقل الكهنة المسيئين دون مراعاة لسلامة القاصرين—لكنه أراد منهم التركيز على أسئلة أكثر جوهرية، «الديناميكيات التي جعلت من الممكن حدوث مثل هذه المواقف والشرور». وفي الختام، قدم جميع الأساقفة والمساعدين النشطين استقالاتهم كتابيًا. اعتبارًا من 21 سبتمبر 2018، قبل فرانسيس استقالات 7 أساقفة، بما في ذلك باروس. كما قبل البابا فرانسيس استقالة هوراسيو فالينزويلا، وهو أسقف تشيلي آخر مرتبط بفضيحة كاراديما.

## الأخوة المريميون
في 12 سبتمبر 2018، أعلن البابا فرانسيس علمانية القس كريستيان بريشت بانيادوس، الذي أدين بالاعتداء الجنسي على قاصرين وبالغين. اكتسب بريشت اعترافًا وطنيًا في الثمانينيات عندما عمل رئيسًا لمجموعة حقوق الإنسان التابعة للنيابة التضامنية للكنيسة والتي تحدت الدكتاتور السابق أوغستو بينوشيه لإنهاء ممارسة التعذيب في تشيلي. كما كان ضيفًا متكررًا في المرافق المملوكة لمجموعة الخيرية الكاثوليكية الإخوة المريميين، والتي حققت فيها الشرطة التشيلية بعد مزاعم الاعتداء الجنسي في العديد من مرافق المجموعة. سبق أن تم تعليق بريشت من الخدمة بين عامي 2012 و2017 بعد إدانته من قبل مجمع العقيدة والإيمان أيضًا. في عام 2012، مثل بريشت، أدين القس الكاثوليكي مانويل أورتيجا أيضًا بالتحرش الجنسي بالأولاد في مرافق الإخوة المريميين التشيليين. توفي أورتيجا في عام 2015. في عام 2017، كشف الإخوة المريميون التشيليون أن ما لا يقل عن 14 قاصرًا تعرضوا للإساءة من قبل الأخ المريميون آبل بيريز من السبعينيات حتى عام 2000 في معهد ألونسو دي إرسيلا ومدارس مارسيلينو شامبانات في تشيلي. اعترف بيريز بالإساءة المزعومة لرؤسائه في عام 2010، ثم نُقل إلى بيرو.

## علمنة الكرادلة
في 28 سبتمبر/أيلول 2018، أصدر البابا فرنسيس بيانًا يأمر فيه بعلمنة كاراديما.

## دعوى قضائية ضد أبرشية سانتياغو
في 21 أكتوبر 2018، ورد أن محكمة الاستئناف في تشيلي أمرت مكتب رئيس أساقفة سانتياغو بدفع 450 مليون بيزو (650 ألف دولار) لثلاثة رجال صرحوا بأنهم تعرضوا للاعتداء الجنسي من قبل كاراديما لعقود من الزمن. وذكر الحكم أيضًا أن إيرازوريز وإيزاتي غطوا عمدًا تاريخ كاراديما في الإساءة أيضًا. كما تم استخدام البريد الإلكتروني لعام 2009 الذي كتبه إيرازوريز إلى بينتو كدليل. كان أحد المدعين في هذه الدعوى القضائية هو خوان كارلوس كروز. ونفى دوبرا لوسيك، رئيس محكمة الاستئناف، في 22 أكتوبر صدور حكم. في 27 مارس 2019، أمرت محكمة الاستئناف الأبرشية بدفع 100 مليون بيزو (حوالي 147،000 دولار أمريكي) كتعويضات معنوية لكل من الناجين: خوان كارلوس كروز، وخوسيه أندريس موريلو، وجيمس هاميلتون. وقد أكد محاميهم خوان بابلو هيرموسيلا وأسقف سانتياغو سيليستينو أوس الحكم في 28 مارس.

## استقالة إيرازوريز من مجلس الكرادلة
في 1 نوفمبر 2018، تم الكشف عن أن كروز وموريلو وهاملتون قد رفعوا شكوى ضد إيرازوريز في 25 أكتوبر اتهموه فيها بالحنث باليمين في الدعوى المدنية للتعويض عن الأضرار المرفوعة ضد أبرشية سانتياغو. في 15 نوفمبر 2018، أعلن إيرازوريز أنه لم يعد عضوًا في مجلس الكرادلة، الذي يعمل كلجنة استشارية للبابا، مدعيًا أن البابا فرانسيس قبل استقالته بعد قضاء فترة ولاية الفاتيكان المحددة بخمس سنوات. ومع ذلك، فقد تم الاعتراف بأنه بمجرد إعلان إيرازوريز عن استقالته، أعلن المدعي العام التشيلي أنه تم استدعاؤه للإدلاء بشهادته.

## استقالة رئيس أساقفة سانتياغو
في 6 مارس 2019، ورد أن رجلاً رفع دعوى قضائية بقيمة 500 ألف دولار ضد رئيس أساقفة سانتياغو ريكاردو إزاتي أندريلو وأبرشية سانتياغو مدعيًا أنه تعرض للاغتصاب في عام 2015 في غرفة نوم ملحقة بالكاتدرائية وأن إزاتي رشاه ليظل صامتًا. في 23 مارس 2019، قبل البابا فرانسيس استقالة إزاتي، التي قدمها عندما بلغ 75 عامًا.

## إزالة قانون التقادم
في 11 يوليو 2019، وفي خضم أزمة الاعتداء الجنسي المستمرة في الكنيسة الكاثوليكية التشيلية، وقع الرئيس التشيلي سبستيان بنييرا على قانون يلغي قانون التقادم لمحاكمة الأشخاص الذين ارتكبوا جرائم اعتداء جنسي على الأطفال. ومع ذلك، فإن التشريع، الذي تم اقتراحه لأول مرة في عام 2010، ليس بأثر رجعي.

## جمعية اليسوعيين
كشف القس ستيفان دارتمان أن نفس المعلم المسيء في ألمانيا كان مذنبًا بارتكاب جرائم مماثلة في المدارس اليسوعية في تشيلي وإسبانيا.
في أغسطس 2019، ظهرت معلومات تفيد بأن الأب اليسوعي ريناتو بوبليت، الذي توفي عام 2010، اعتدى جنسيًا على 18 امرأة بالغة وأربع فتيات قاصرات. كما تسبب في حمل واحدة على الأقل من هؤلاء النساء وأجبرها على الإجهاض. كانت إحدى القاصرات التي اعتدى عليها تبلغ من العمر ثلاث سنوات فقط وهي ابنة إحدى ضحاياه البالغات أيضًا.

## برناردينو بينييرا
في 21 أغسطس 2019، أعلن السفيرا لتشيلي أن الفاتيكان بدأ تحقيقًا في مزاعم تفيد بأن برناردينو بينيرا، وهو قس تشيلي مؤثر وهو أيضًا عم الرئيس التشيلي سبستيان بنييرا من جهة الأب، اعتدى جنسيًا على طفل واحد على الأقل قبل 50 عامًا. كما تم القبض على بينيرا وهو يعترف بأنه كان لديه «سلوك لا تشوبه شائبة».

## إزالة السفير البابوي
في 29 أغسطس 2019، أُعلن أن السفير التشيلي ورئيس الأساقفة الإيطالي إيفو سكابولو قد غادر منصبه في تشيلي وتم نقله إلى البرتغال. تعرض سكابولو لانتقادات في تشيلي بسبب ارتباطه بتعيينات الأساقفة المثيرة للجدل، بما في ذلك تعيين خوان باروس مدريد. في 30 أغسطس، في اليوم التالي لهذا الإعلان، وصفت إينيس سان مارتين، رئيسة مكتب روما لمصدر الأخبار الكاثوليكي عبر الإنترنت كروكس، الكنيسة الكاثوليكية في تشيلي بأنها «الأكثر تضررًا من أزمة الاعتداءات الدينية خارج العالم الناطق باللغة الإنجليزية».

## التحقيق مع دييغو أوسا
في يناير 2019، فتح الفاتيكان تحقيقًا جنائيًا ضد «اليد اليمنى» لكراديما دييغو أوسا، الذي أُقيل من الوزارة في أغسطس 2018 بعد اتهامه بارتكاب حادثين من الاعتداء الجنسي والتستر على الاعتداء الجنسي. واجه أوسا ثلاث تهم بالاعتداء الجنسي والسلطة، اثنتان منها تتعلقان بأفعال وواحدة تتعلق بالتستر على حوادث من عام 2005. توفي أوسا، الذي خدم في أبرشية إل سينور دي رينكا وتم تعيينه لاحقًا قسيسًا في أبرشية نونيوا، في أبريل 2020 بسرطان البنكرياس قبل التوصل إلى حكم في الفاتيكان. تلقت أخبار وفاته ردود فعل متباينة من المشتكين. بحلول وقت وفاته، كشف تحقيق الفاتيكان ضد أوسا أيضًا عن رسالة بريد إلكتروني بين الكاردينال إيرازوريز وأوسا حيث وافق إيرازوريز على تحويل أموال التسوية إليه حتى يتمكن من الوصول إلى أحد المشتكين، أوسكار أوزبين.

## حالات أخرى
أبرشية سانتياغو
- أدانت المحكمة العليا في البلاد خوسيه أندريس أجويري أوفالي، المعروف باسم «كورا تاتو»، بتسع تهم تتعلق بالاعتداء الجنسي. وفي عام 2004، حُكم على أجويري بالسجن لمدة 12 عامًا. وفي بداية هذه المحاكمة، حُكم على الكنيسة الكاثوليكية بدفع 50 مليون دولار كتعويضات للضحايا، ولكن المحكمة العليا ألغت هذا الحكم.[93]
- في عام 2010، اتُهم ريكاردو مونوز كوينتيروس، كاهن كنيسة مليبيللا، بارتكاب ثماني حالات اعتداء جنسي على قاصرين، بما في ذلك ابنته. كما يخضع كوينتيروس للتحقيق بتهمة إنتاج مواد إباحية تتضمن أطفالاً.[94]

أبرشية فالبارايسو
- أدين إدواردو أوليفاريس مارتينيز بارتكاب خمس جرائم اعتداء جنسي على قاصرات محرومات. وفي عام 2006 حُكم عليه بالسجن لمدة ثلاث سنوات ودفع تعويضات قدرها 15 مليون بيزو.[95]
- في عام 2010، تم توجيه الاتهام إلى خوان هنريكيز زاباتا باستخدام القاصرين لتقديم خدمات جنسية.[96]

أبرشية رانكاغوا
- أدين خورخي جالاز إسبينوزا، المدير السابق لمركز إل بيكينو كوتولينجو، بارتكاب انتهاكات متكررة ضد قاصرين معاقين عقليًا. وفي عام 2005، حُكم على جالاز بالسجن لمدة 15 عامًا.[97]

أبرشية بونتا أريناس
- أدين جايمي لو كابيزاس بالاعتداء الجنسي على قاصر يبلغ من العمر 15 عامًا. وفي عام 2009، حُكم على لو بالسجن لمدة ثلاث سنوات.[98]
- أدين فيكتور هوغو كاريرا بالاعتداء الجنسي على قاصر محروم. وفي عام 2005 حُكم على كاريرا بالسجن لمدة 541 يومًا ودفع مليوني بيزو كتعويض لأسرة الضحية. وتورط في القضية أسقف بونتا أريناس، توماس أوزفالدو جونزاليس موراليس، الذي اتُهم بحماية كاريرا وتسهيل هروبه إلى بوليفيا، حيث عاش لمدة عامين.[99]

أبرشية إيكيكي
- تم إعلان ماركو أنطونيو أوردينيس فرنانديز، الأسقف الفخري لإيكيكي، علمانيًا من قبل البابا فرانسيس في 11 أكتوبر 2018، بسبب اتهامات بالاعتداء الجنسي على قاصرين.[100][101]

أبرشية لا سيرينا
- تم إعلان فرنسيسكو خوسيه كوكس، رئيس أساقفة لا سيرينا الفخري وعضو معهد آباء شونستات، علمانيًا من قبل البابا فرانسيس في 11 أكتوبر 2018، بتهمة الاعتداء الجنسي على قاصرين.[100][101] توفي كوكس، الذي أُجبر على الاستقالة من منصب رئيس أساقفة لا سيرينا في عام 1997 وعاد لاحقًا إلى تشيلي بعد أن عاش في ألمانيا بين عامي 2002 و2019، في 12 أغسطس 2020، أثناء انتظار المحاكمة.[102]

## الملاحظات
1. ↑  أصبح فريسنو كاردينالًا في عام 1985.
2. ↑  وُلد أرتياغا في 17 كانون الثاني (يناير) 1959 وتمت رسامته في 31 أيار (مايو) 1986. وعُين أسقفًا مساعدًا لسانتياغو دي تشيلي في 10 تموز (يوليو) 2001 وتم تكريسه في 19 آب (أغسطس). في عام 2000، عينه الكاردينال فرانسيسكو خافيير إراسوريس أوسا، رئيس أساقفة سانتياغو، نائبًا لمستشار الجامعة الكاثوليكية في تشيلي.[بحاجة لمصدر] واستقال من منصبه في مارس/آذار 2011.[10]
3. ↑  وُلِد باروس في 15 يوليو 1956 ورُسم كاهنًا في 29 يونيو 1984. عُيِّن أسقفًا مساعدًا لفالبارايسو في 12 أبريل 1995 ورُسم كاهنًا في 29 يونيو. أصبح أسقفًا لإيكويكو في 21 نوفمبر 2000، والأسقف العسكري في تشيلي في 9 أكتوبر 2004، وأسقفًا لأوسورنو في 10 يناير 2015.[19]
4. ↑  وُلِد كولياتيك في 19 سبتمبر 1955 ورُسم كاهنًا في 14 أغسطس 1987. وتم تعيينه أسقفًا مساعدًا لأبرشية كونسيبسيون للروم الكاثوليك في 27 نوفمبر 1997 وتم تكريسه في 6 يناير 1998. وأصبح أسقفًا على ليناريس في 17 يناير 2003.[20]
5. ↑  وُلِد فالينزويلا في 5 أبريل 1954 ورُسم كاهنًا في 17 أغسطس 1985. عُيِّن أسقفًا مساعدًا لسانتياغو دي تشيلي في 11 مارس 1995 ورُسم كاهنًا في 7 مايو. أصبح أسقفًا لتالكا في 12 ديسمبر 1996.[21]
6. ↑  أسقف آخر يرشده كاراديما، فيليبي باكاريزا رودريغيزا، أسقف لوس أنجلوس، تشيلي، نأى بنفسه عنه قبل سنوات عديدة. ولد باكاريزا في 10 يونيو 1948 وسيم في 17 أبريل 197. تم تعيينه أسقفًا مساعدًا لكونسيبسيون في 16 يوليو 1991 وتم تكريسه في 8 سبتمبر. أصبح أسقفًا على لوس أنجلوس في 7 يناير 2006 (1996).[22][23]
7. ↑  يعد سكيلون رئيسًا لهيئة فحص الطعون في مسائل جرم جرافورا داخل مجمع العقيدة والإيمان.[53]
8. ↑  قاطع سكيلونيا عمله في تشيلي لإجراء عملية جراحية في المرارة في 21 فبراير.[56]
9. ↑  وكان الأسقف المساعد أندريس أرتيجا مريضًا جدًا ولم يتمكن من الحضور.[63]

## وصلات خارجية
- Key Dates in the Chilean Sex Abuse Scandal, 2 May 2018 (Associated Press)
- Katie Arnold (13 أبريل 2019). "The rebels who changed the Catholic Church". BBC News. مؤرشف من الأصل في 2019-11-27. Video interviews with victims and people associated with changing the Catholic Church in Chile. 8'11"